# RM-16 (Spanje)

De RM-16

De RM-16 of Autovía del Aeropuerto is een autovía in Murcia en verbindt de A-30 met de luchthaven Aeropuerto Internacional de la Región de Murcia. De snelweg is 3,6 kilometer lang en werd in 2019 afgewerkt.